# يانوش بوياي
يانوش بوياي (15 ديسمبر 1802 - 27 يناير 1860) هو عالم رياضيات هنغاري، وأحد مؤسسي الهندسة غير الإقليدية. ولد بوياي في كولوشفار في ترانسيلفانيا والتي كانت جزءاً من إمبراطورية هابسبورغ (اليوم كلوج نابوكا في رومانيا). والده، فاركاش بوياي، نفسه عالم رياضيات، كان صديق غاوس. في سن 13 عاما كان يانوس يتقن بالفعل الميكانيكا التحليلية.
درس في فيينا 1818-1822 في الجيش مهندساً متدرباً. بين 1820 وعام 1823، بدأ في كتابة مؤلف بشأن نظام كامل للهندسة غير الإقليدية حيث يمر عبر نقطة بالتوازي مع خط معين عدد لانهائي من الخطوط.
في عام 1848 اكتشف بوياي أن لوباتشيفسكي قد نشر عملاً مماثلاً سنة 1829.
توفي في 1860 من التهاب في الرئتين «ذات الرئة».
كان أيضا لغويا بارعا يتحدث تسع لغات، بما فيها الصينية والتبتية. وهو أيضا عازف للكمان. سميت باسمه جامعة Babeș-Bolyai تكريما له.

## روابط خارجية
- يانوش بوياي على موقع الموسوعة البريطانية (الإنجليزية)